# فايسلنغن
فايسلنغن (بالألمانية: Weisslingen) هي بلدية ضمن مقاطعة فافيكون في كانتون زيورخ بسويسرا. تُقدر مساحتها ب12.81 كيلومتر مربع، ويقدر عدد سكانها بـ 3303 نسمة (حسب تعداد ديسمبر 2017).